# سمندری، پاکستان
سمندری (به انگلیسی: Samundri) یک شهر در پاکستان است که در ناحیه فیصل آباد واقع شده‌است.